# The Human Comedy
 The Human Comedy és una pel·lícula estatunidenca dirigida per Clarence Brown, estrenada el 1943.

## Argument
Un jove (Homer Macauley) es queda a cura de la seva mare i del seu germà petit mentre Marcus, el seu germà més gran, se'n va a la guerra. Homer treballa a l'oficina de telègrafs del poble i de tant en tant la família rep notícies de la guerra. http://

## Repartiment
- Mickey Rooney: Homer Macauley
- Frank Morgan: Willie Grogan
- James Craig: Tom Spangler
- Marsha Hunt: Diana Steed
- Fay Bainter: Mrs. Macauley
- Ray Collins: Mr. Macauley - fantasma
- Van Johnson: Marcus Macauley
- Donna Reed: Bess Macauley
- John Craven: Tobey George
- Henry O'Neill: M. Charles Steed
- Katharine Alexander: Sra. Steed
- Mary Nash: Miss Hicks
- Alan Baxter: Brad Stickman, l'home malalt telegrafiant per als diners
- Barry Nelson: 'Fat' / Norman - 1r soldat poètic
- Clem Bevans: Henderson - granger

I, entre els actors que no surten als crèdits:
- Frank Craven: Un home a la taverna
- Ernest Whitman: Un home al tren

## Premis i nominacions

### Premis
- 1944. Oscar al millor guió original per William Saroyan

### Nominacions
- 1944. Oscar a la millor pel·lícula
- 1944. Oscar al millor director per Clarence Brown
- 1944. Oscar al millor actor per Mickey Rooney
- 1944. Oscar a la millor fotografia per Harry Stradling Sr.